# Asamblea Nacional de Panamá
La Asamblea Nacional de Panamá es el órgano unicameral que ejerce el poder legislativo nacional de la República de Panamá, integrado por 71 diputados electos por votación popular cada cinco años en circuitos uninominales y plurinominales. Su sede se encuentra en el Palacio Justo Arosemena en la Ciudad de Panamá, al frente de la plaza 5 de Mayo y en el extremo oeste del corregimiento de Calidonia. 
La Asamblea Nacional sesiona durante dos legislaturas, extendidas cada una por cuatro meses, aunque el presidente de la República puede convocar sesiones extraordinarias. La primera legislatura se extiende del 1 de julio al 31 de octubre, mientras que la segunda legislatura se extiende del 2 de enero al 30 de abril.
El secretario y subsecretario general de la Asamblea Nacional son elegidos por los diputados al principio de cada período legislativo, para un periodo de cinco años. El presidente y los dos vicepresidentes de la Asamblea Nacional son elegidos al inicio de cada año legislativo, que tiene lugar el primer día de julio.

## Historia

### Convención Nacional Constituyente de 1904
La separación de Panamá de Colombia se suscitó el 3 de noviembre de 1903, con el apoyo de Estados Unidos.La Junta Provisional de Gobierno convocó a una Asamblea Constituyente para establecer la primera constitución nacional, iniciando sesiones a principios de 1904 y siendo presidida por el futuro presidente interino de la República, Pablo Arosemena.La Asamblea Constituyente aprobó la primera constitución de Panamá y eligió a Manuel Amador Guerrero como el primer presidente de la República el 20 de febrero de 1904.
La constitución de 1904 dispuso que la Asamblea Nacional debía constituirse de un diputado por cada 10 000 habitantes y uno más por un residuo que no excediera 5000, para un periodo de cuatro diputados. Los diputados debían ser ciudadanos en ejercicio y tener al menos 25 años de edad.

### Periodo constitucional entre 1904 y 1941
El 1 de septiembre de 1906 se celebró la primera sesión de la Asamblea Nacional, con la elección de 19 diputados principales y 2 suplentes del Partido Conservador y Liberal, las primeras fuerzas políticas predominantes en la República. Tomás Arias fue elegido como presidente de la Asamblea Nacional, con los diputados Ignacio Quinzada y Manuel González Revilla como vicepresidentes.
El bipartidismo panameño entre conservadores y liberales inició su colapso a partir de las tensiones entre el presidente liberal Belisario Porras y el presidente de su partido, Carlos Antonio Mendoza, suscitando la fragmentación parlamentaria liberal entre los aliados de Porras y los de Rodolfo Chiari;al mismo tiempo que los conservadores perdían gradualmente poder político a nivel nacional.
El ministro plenipotenciario en Washington D. C., Ricardo J. Alfaro, firmó un tratado con el secretario de Estado de los Estados Unidos, Frank Billings Kellogg, para conceder más privilegios a Estados Unidos sobre la zona del canal de Panamá. La mayoría liberal en la Asamblea Nacional, bajo una fuerte presión pública, rechazó la ratificación del tratado.La movilización contra el tratado Alfaro-Kellogg y la subsecuente causa nacionalista ante la creciente injerencia estadounidense sobre la política nacional suscitó la formación de Acción Comunal y otros movimientos similares en la Asamblea Nacional, participando en el golpe de Estado de 1931.

### Periodo constitucional entre 1941 y 1972
Arnulfo Arias, durante su primer periodo presidencial y en el contexto de la Segunda Guerra Mundial, inspiró la promulgación de la constitución de 1941. Esta constitución es considerada una de las más controversiales, disponiendo la elección proporcional de diputados por un periodo de 6 años y artículos discriminatorios contra determinados grupos étnicos. En 1946, se promulgó una nueva Constitución que reestableció el periodo a 4 años y brindó derechos sociales significativos, con la participación de mujeres como Esther Neira de Calvo y Gumercinda Páez en la Asamblea Constituyente.
Este periodo se caracterizó por un incremento significativo del poder político de la Guardia Nacional y una profunda crisis política, desencadenando tres golpes de Estado (1941, 1951 y 1968) y la destitución del presidente José Ramón Guizado tras asumir el cargo como vicepresidente del asesinado José Antonio Remón Cantera a principios de 1955.El gobierno de Marco Aurelio Robles y la segunda reelección de Arnulfo Arias en 1968 suscitaron el golpe de Estado del 11 de octubre, con el cual se suspendieron las garantías constitucionales y democráticas para instalar un gobierno militar presidido a partir de 1969 por Omar Torrijos Herrera.

### Periodo de dictadura militar desde 1972
La constitución de Panamá de 1972, actualmente vigente, fue aprobada el 11 de octubre de este año por la Asamblea Nacional, en ese momento constituida por 505 representantes de corregimiento y bajo control directo del dictador Omar Torrijos Herrera. El texto original de la Constitución concedía poderes casi absolutos al régimen militar y nombraba a Torrijos como "líder máximo de la revolución panameña". Luego del inesperado fallecimiento de Torrijos y el ascenso al poder de Manuel Antonio Noriega en 1983, se reestableció la Asamblea Nacional constituida por diputados electos y se dispuso una elección general para mayo de 1984, en la cual el candidato oficialista Nicolás Ardito Barletta derrotó bajo irregularidades a Arnulfo Arias Madrid, líder de la oposición.
En las elecciones de 1984, la Unión Democrática Nacional (presidida por el Partido Revolucionario Democrático, fundado en 1979 como el brazo político de la dictadura militar) obtuvo el 54.26% de los votos legislativos y una mayoría absoluta de los curules en la Asamblea Nacional; mientras que la Alianza de Oposición Democrática, presidida por el Partido Panameñista Auténtico, obtuvo el 40.29% de los votos y 22 de los 67 curules en la Asamblea Nacional.
En las elecciones de 1989, eventualmente anuladas por el gobierno militar de Noriega, la Alianza Democrática de Oposición Cívica (ADOC), constituida por el Partido Demócrata Cristiano, el Movimiento Liberal Republicano Nacionalista (MOLIRENA) y el Partido Liberal Auténtico, obtuvo el 66.45% de los votos y una mayoría absoluta de la Asamblea Nacional. En contraste, la Coalición de Liberación Nacional, presidida por el Partido Revolucionario Democrático (PRD), obtuvo un 33.06% de los votos y muy pocas curules. La anulación de las elecciones intensificó el movimiento antidictadura impulsado por la Cruzada Civilista Nacional, coincidiendo en violentos encuentros con los simpatizantes de la dictadura de Noriega, y suscitando múltiples eventos que eventualmente concluyeron con la invasión estadounidense el 20 de diciembre.

### Periodo democrático desde 1989 hasta la actualidad
La invasión estadounidense suscitó el colapso de la dictadura militar panameña y el reestablecimiento de la democracia, con la juramentación del candidato de la ADOC, Guillermo Endara, como el presidente de la República. El 23 de febrero de 1990 el Tribunal Electoral, utilizando los resultados de las elecciones de 1989, confirmó la elección de 58 de 67 diputados de la Asamblea Nacional, con 51 curules de la ADOC y solo 6 para el PRD.Se convocaron elecciones parciales el 27 de enero de 1991 para elegir las 9 curules restantes, de las cuales 4 fueron obtenidas por la ADOC y 5 por el PRD, totalizando 55 para la ADOC y solo 12 para el PRD y sus aliados, el Partido Laborista Agrario y una facción del Partido Liberal.
En las elecciones de 1994, un escenario político caracterizado por la inestabilidad de la ADOC y un sentimiento antiestadounidense tras la invasión (manifestado contra los partidos de la ADOC, que fueron apoyados por el gobierno estadounidense) permitió que el PRD obtuviera la mayoría de las curules en la Asamblea Nacional y se consolidara en el periodo desde 1989 como una de las principales fuerzas políticas, procurando distanciarse de la impopular dictadura de Noriega y asociarse con los ideales torrijistas. El PRD y el Partido Panameñista, a través de sus alianzas con otros partidos políticos, se consolidaron como las principales fuerzas políticas panameñas y se alternaron el control de la Asamblea Nacional entre 1999 y 2019.
Antes de las elecciones de 2024, el escenario político fue dominado por el PRD, el Partido Panameñista y Cambio Democrático (fundado por Ricardo Martinelli en 1998, que le permitió ser electo como presidente en 2009), además de los minoritarios Partido Popular (sucesor político del Partido Demócrata Cristiano), el MOLIRENA y el Partido Alianza (fundado por José Muñoz, aliado de Ricardo Martinelli, en 2018).Ana Matilde Gómez, ex-procuradora general durante el gobierno de Martín Torrijos (hijo de Omar Torrijos) y los primeros meses del de Martinelli, fue elegida como diputada independiente y la más votada del país en 2014. En las elecciones de 2019, los independientes obtuvieron 5 curules y Juan Diego Vásquez (elegido con 22 años) superó el récord de Ana Matilde para convertirse en el diputado más votado en esas elecciones.
En un período legislativo caracterizado por una inmensa disconformidad social con el gobierno, en el contexto de la pandemia de COVID-19 y expresado en las protestas de 2022 y 2023, la ciudadanía manifestó su apoyo significativo a la actividad legislativa de Juan Diego y sus colegas independientes como Gabriel Silva y Edison Broce. Este apoyo suscitó el extraordinario éxito de los independientes en las elecciones de 2024, recibiendo 20 curules en la Asamblea Nacional, el mayor número de curules en este período legislativo y un hecho inédito en la historia.
En contraste a los resultados de los independientes en 2024, los partidos políticos se enfrentaron a su peor resultado en la historia democrática panameña. El PRD, que se consolidó después de 1989 como el partido político con más adherentes y una de las fuerzas principales en la Asamblea Nacional y gobiernos locales, recibió el peor resultado electoral en su historia como parte de la inmensa disconformidad social con el gobierno de Laurentino Cortizo (con una aprobación menor al 15%).
Realizando Metas y el Movimiento Otro Camino, ambos fundados después de 2019, se consolidaron como nuevas fuerzas en la política panameña al recibir sus candidatos presidenciales más de medio millón de votos y numerosas curules en la Asamblea Nacional. El MOLIRENA estuvo en riesgo de desaparecer como partido por primera vez en su historia, y el Partido Popular obtuvo uno de sus mejores resultados electorales al respaldar la candidatura del expresidente Martín Torrijos.

## Membresía y composición

### Requisitos de elegibilidad
El artículo 147 de la Constitución establece los siguientes requisitos de elegibilidad para los diputados de la Asamblea Nacional:
1. Ser panameño por nacimiento, o por naturalización con 15 años de residencia en el país después de haber obtenido la naturalización.
2. Ser ciudadano en ejercicio.
3. Haber cumplido por lo menos 21 años de edad a la fecha de la elección.
4. No haber sido condenado por delito doloso con pena privativa de la libertad de cinco años o más, mediante sentencia ejecutoriada, proferida por un tribunal de justicia.
5. Ser residente del circuito electoral correspondiente, por lo menos un año inmediatamente anterior a la postulación.

### Circunscripciones electorales

Mapa de los circuitos electorales uninominales y plurinominales de la República de Panamá, con los escaños correspondientes a cada uno

Las circunscripciones electorales de la Asamblea Nacional son denominadas circuitos electorales. La República de Panamá se organiza para propósitos electorales en 39 circuitos, que pueden constituirse como uninominales o plurinominales, determinados según los cambios demográficos de cada provincia o comarca indígena. El distrito de Panamá, que alberga la mayor parte de la Ciudad de Panamá, es el único distrito panameño constituido por más de un circuito electoral.
Las leyes electorales establecen que cada circuito electoral debe representar un mínimo de 40 000 habitantes, a excepción de los circuitos de las comarcas indígenas y la provincia de Darién, que pueden constituirse con poca población debido a su gran extensión territorial.Las comarcas indígenas de Naso Tjër Di y Emberá-Wounaan están adscritas, por su escasa población, a los circuitos electorales existentes en Bocas del Toro y Darién, respectivamente. Las comarcas indígenas con nivel de corregimiento, Madugandí y Wargandí, están adscritas a los circuitos electorales de la comarca Guna Yala por sus similitudes culturales y demográficas.
La provincia de Bocas del Toro es la única entidad de primer nivel constituida por un único circuito, debido a que la mayor parte de la población provincial se concentra en el distrito de Changuinola. Las provincias y comarcas indígenas restantes se constituyen por dos o más circuitos electorales, identificados numéricamente con el formato A-B, donde A es el código del Tribunal Electoral para cada provincia o comarca, e.g., 1-1 es un circuito de Bocas de Toro y 8-3 es un circuito de la provincia de Panamá; y B es el orden en que este circuito ha sido determinado dentro de su provincia o comarca. El código A para las provincias se determina en orden alfabético, a excepción de Panamá Oeste (constituida como provincia en 2014 y asignada al código 13), mientras que para Guna Yala se utiliza el código 10 y para Ngäbe-Buglé, el código 12.
| Representación provincial     | Representación provincial | Representación provincial | Generalidades circuitales | Generalidades circuitales | Generalidades circuitales | Generalidades circuitales |
| Provincia o comarca indígena  | Diputados asignados       | Total de circuitos        | N.º                       | Composición | Población total           | Diputados asignados       |
| ----------------------------- | ------------------------- | ------------------------- | ------------------------- | --- | ------------------------- | ------------------------- |
| Bocas del Toro y Naso Tjër Di | 2                         | 1                         | 1-1                       | - Comarca Naso Tjër Di - Distrito de Almirante - Distrito de Bocas del Toro - Distrito de Changuinola - Distrito de Chiriquí Grande     | 159 228                   | 2                         |
| Coclé                         | 5                         | 4                         | 2-1                       | - Distrito de Penonomé | 104 326                   | 2                         |
| Coclé                         | 5                         | 4                         | 2-2                       | - Distrito de Antón | 59 194                    | 1                         |
| Coclé                         | 5                         | 4                         | 2-3                       | - Distrito de La Pintada - Distrito de Natá - Distrito de Olá                                                                           | 55 739                    | 1                         |
| Coclé                         | 5                         | 4                         | 2-4                       | - Distrito de Aguadulce | 49 005                    | 1                         |
| Colón                         | 5                         | 2                         | 3-1                       | - Distrito de Colón | 240 722                   | 4                         |
| Colón                         | 5                         | 2                         | 3-2                       | - Distrito de Chagres - Distrito de Donoso - Distrito de Portobelo - Distrito de Santa Isabel - Distrito Especial Omar Torrijos Herrera | 41 234                    | 1                         |
| Chiriquí                      | 9                         | 6                         | 4-1                       | - Distrito de David | 156 498                   | 3                         |
| Chiriquí                      | 9                         | 6                         | 4-2                       | - Distrito de Barú | 56 307                    | 1                         |
| Chiriquí                      | 9                         | 6                         | 4-3                       | - Distrito de Bugaba - Distrito de Tierras Altas                                                                                        | 92 395                    | 2                         |
| Chiriquí                      | 9                         | 6                         | 4-4                       | - Distrito de Alanje - Distrito de Boquerón - Distrito de Renacimiento                                                                  | 62 307                    | 1                         |
| Chiriquí                      | 9                         | 6                         | 4-5                       | - Distrito de Boquete - Distrito de Dolega - Distrito de Gualaca                                                                        | 71 071                    | 1                         |
| Chiriquí                      | 9                         | 6                         | 4-6                       | - Distrito de Remedios - Distrito de San Félix - Distrito de San Lorenzo - Distrito de Tolé                                             | 32 493                    | 1                         |
| Darién y Emberá-Wounaan       | 2                         | 2                         | 5-1                       | - Distrito de Chepigana - Distrito de Santa Fe - Distrito de Sambú                                                                      | 35 523                    | 1                         |
| Darién y Emberá-Wounaan       | 2                         | 2                         | 5-2                       | - Distrito de Pinogana - Distrito de Cémaco                                                                                             | 28 289                    | 1                         |
| Herrera                       | 3                         | 3                         | 6-1                       | - Distrito de Chitré | 60 957                    | 1                         |
| Herrera                       | 3                         | 3                         | 6-2                       | - Distrito de Los Pozos - Distrito de Parita - Distrito de Pesé                                                                         | 29 632                    | 1                         |
| Herrera                       | 3                         | 3                         | 6-3                       | - Distrito de Las Minas - Distrito de Ocú - Distrito de Santa María                                                                     | 31 482                    | 1                         |
| Los Santos                    | 2                         | 2                         | 7-1                       | - Distrito de Guararé - Distrito de Las Tablas - Distrito de Pedasí - Distrito de Pocrí                                                 | 50 514                    | 1                         |
| Los Santos                    | 2                         | 2                         | 7-2                       | - Distrito de Los Santos - Distrito de Macaracas - Distrito de Tonosí                                                                   | 47 952                    | 1                         |
| Panamá                        | 25                        | 6                         | 8-1                       | - Distrito de Balboa - Distrito de Chepo - Distrito de Chimán - Distrito de Taboga                                                      | 64 161                    | 1                         |
| Panamá                        | 25                        | 6                         | 8-2                       | - Distrito de San Miguelito | 280 777                   | 7                         |
| Panamá                        | 25                        | 6                         | 8-3                       | - Distrito de Panamá | 201 146                   | 5                         |
| Panamá                        | 25                        | 6                         | 8-4                       | - Distrito de Panamá | 238 656                   | 5                         |
| Panamá                        | 25                        | 6                         | 8-5                       | - Distrito de Panamá | 242 191                   | 3                         |
| Panamá                        | 25                        | 6                         | 8-6                       | - Distrito de Panamá | 404 997                   | 4                         |
| Veraguas                      | 5                         | 4                         | 9-1                       | - Distrito de Santiago | 109 605                   | 2                         |
| Veraguas                      | 5                         | 4                         | 9-2                       | - Distrito de La Mesa - Distrito de Las Palmas - Distrito de Soná                                                                       | 58 553                    | 1                         |
| Veraguas                      | 5                         | 4                         | 9-3                       | - Distrito de Calobre - Distrito de Cañazas - Distrito de San Francisco - Distrito de Santa Fe                                          | 56 729                    | 1                         |
| Veraguas                      | 5                         | 4                         | 9-4                       | - Distrito de Atalaya - Distrito de Mariato - Distrito de Montijo - Distrito de Río de Jesús                                            | 34 904                    | 1                         |
| Comarca Guna Yala             | 2                         | 2                         | 10-1                      | - Ailigandí - Madugandí - Narganá | 31 512                    | 1                         |
| Comarca Guna Yala             | 2                         | 2                         | 10-2                      | - Ailigandí - Puerto Obaldía - Tubualá - Wargandí                                                                                       | 21 843                    | 1                         |
| Comarca Ngäbe-Buglé           | 3                         | 3                         | 12-1                      | - Distrito de Kankintú - Distrito de Kusapín - Distrito de Jirondai - Distrito de Santa Catalina o Calovébora                           | 73 316                    | 1                         |
| Comarca Ngäbe-Buglé           | 3                         | 3                         | 12-2                      | - Distrito de Besikó - Distrito de Mironó - Distrito de Nole Duima                                                                      | 73 931                    | 1                         |
| Comarca Ngäbe-Buglé           | 3                         | 3                         | 12-3                      | - Distrito de Müna - Distrito de Ñürüm                                                                                                  | 64 837                    | 1                         |
| Panamá Oeste                  | 8                         | 4                         | 13-1                      | - Distrito de Arraiján | 299 079                   | 3                         |
| Panamá Oeste                  | 8                         | 4                         | 13-2                      | - Distrito de Capira | 45 629                    | 1                         |
| Panamá Oeste                  | 8                         | 4                         | 13-3                      | - Distrito de Chame - Distrito de San Carlos                                                                                            | 50 736                    | 1                         |
| Panamá Oeste                  | 8                         | 4                         | 13-4                      | - Distrito de La Chorrera | 258 221                   | 3                         |

### Sistema electoral

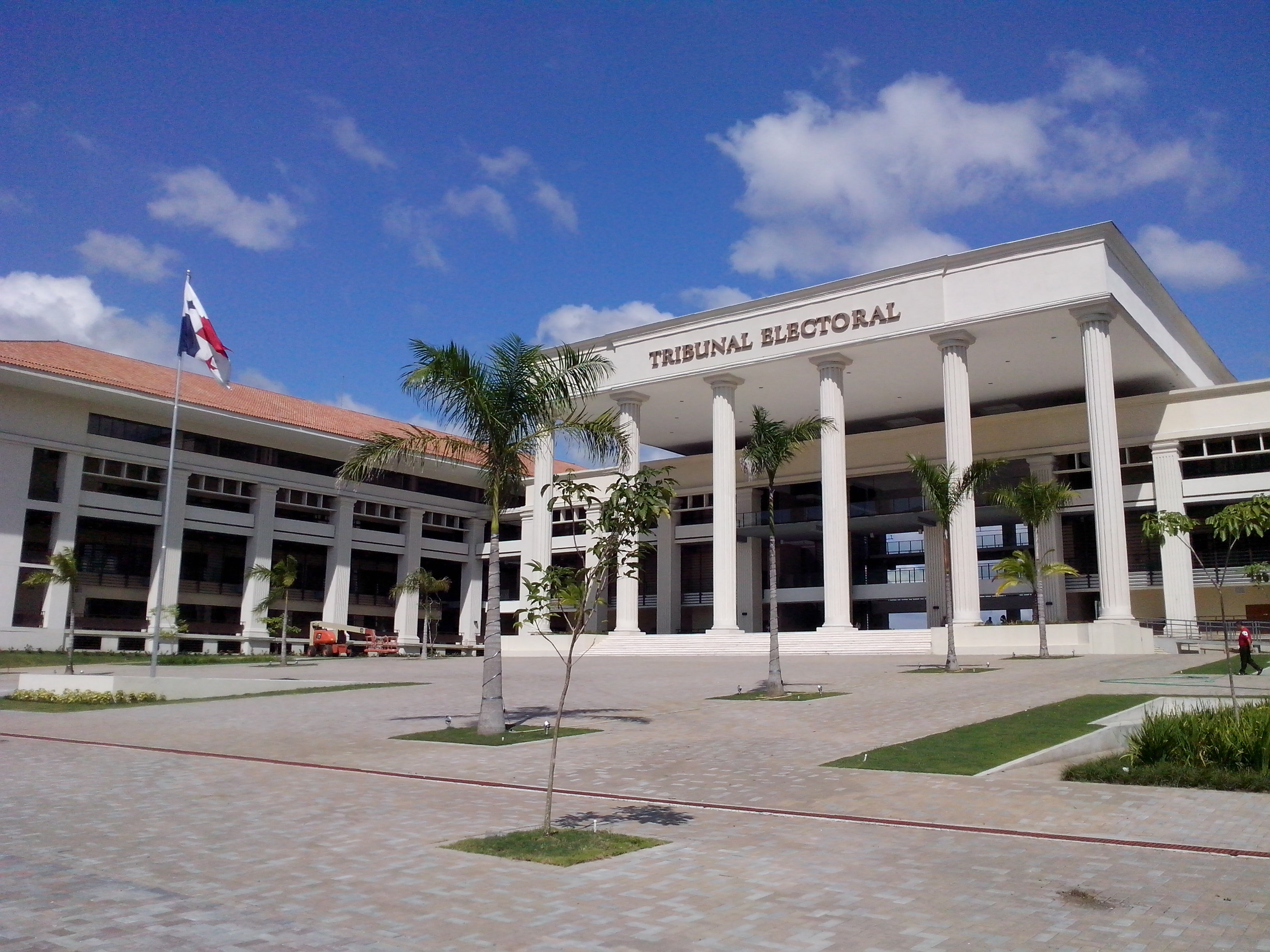
Sede principal del Tribunal Electoral, órgano del Estado panameño responsable de la celebración de elecciones

Los diputados de la Asamblea Nacional son elegidos para representar 39 circuitos electorales, 26 uninominales y 13 plurinominales. En circuitos electorales uninominales, los diputados son elegidos por el sistema de escrutinio mayoritario uninominal; mientras que en los circuitos electorales plurinominales, los diputados son elegidos dentro de una lista electoral cerrada desbloqueada, en la cual los partidos políticos o agrupaciones electorales independientes incorporan un número determinado de candidatos, según las regulaciones electorales existentes. A estos candidatos se les puede dar el voto selectivo o se puede realizar un voto en conjunto a toda la lista, conocido como voto plancha, pero no se permite el voto cruzado entre listas electorales.
Al momento del conteo de votos, se realizan 2 conteos. El primer conteo se realiza para asignar las curules en función de los votos por partido o lista de libre postulación, y es el número posteriormente utilizado para calcular los cocientes y medio cocientes de los escaños del circuito. El segundo conteo realizado es de manera individual para cada candidato, y su función es la adjudicación de curules en función de qué candidato de cada lista ha sacado la mayor cantidad de votos si les ha de corresponder una curul. En el caso del residuo, se adjudica el espacio a través del conteo individual de votos al candidato con la mayor cantidad.
Las curules son asignadas mediante la fórmula de cuota Hare, bajo ciertas modificaciones para asignar escaños proporcionalmente a los votos de cada lista. Estos se distribuyen en cociente, medio cociente y residuo, y su cálculo se realiza de la siguiente forma:
1. Cociente: Se dividen el número de votos válidos en el circuito en la elección para diputados entre la cantidad de curules que este circuito otorga. Al resultado de esta operación se le llamará cociente electoral. Luego, se dividirán los votos obtenidos por cada partido y lista de libre postulación entre este cociente electoral, y el resultado de esta operación indicará el número de curules a las que tendrá derecho cada partido y lista de libre postulación, por cociente. Serán electos los candidatos más votados dentro del respectivo partido o lista de candidatos por libre postulación, según la cantidad de curules a que tenga derecho por cociente cada partido o lista de candidatos por libre postulación. No se tomarán en cuenta, los votos que los candidatos hayan obtenido en otros partidos producto de las alianzas.
2. Medio cociente: En la adjudicación de curules por medio cociente, no podrán participar los partidos y listas de candidatos por libre postulación que ya hayan obtenido curules por el cociente electoral. Para asignar estas curules, en caso de que quedasen curules por repartir se dividirá el cociente electoral a la mitad y se adjudicará uno a cada uno de los partidos o listas por libre postulación restantes que hayan obtenido un medio cociente electoral, en el orden de mayor a menor, el cual será para el candidato más votado en la lista.
3. Residuo: Si luego de repartidas las curules por medio cociente, faltasen por repartir curules, se asignarán las curules restantes por mayoría de votos a los candidatos a quienes no se les haya adjudicado una curul por cociente o medio cociente, ya sean de partido o lista por libre postulación. Esta curul será del partido al que pertenezca el candidato que recibió la curul por residuo.

### Disposiciones de membresía
El artículo 19 de la Constitución establece que "no habrá fueros o privilegios ni discriminación por razón de raza, nacimiento, discapacidad, clase social, sexo, religión o ideas políticas".  Sin embargo, los diputados de la Asamblea Nacional están sujetos a determinados derechos y privilegios, incluyendo la "franquicia postal, franquicia telefónica, la importación libre de impuestos y de gravámenes de autos", además de determinados bonos, donaciones, partidas y manejo directo de fondos públicos.Asimismo, los diputados tienen derecho a un presupuesto de 20 mil dólares estadounidenses al mes para nombrar personal de confianza en sus despachos, además de financiamiento de gasolina, dieta y gastos de representación, entre otros dispuestos por la Ley.
Los diputados reciben una compensación mensual por sus servicios legislativos de 7 mil dólares. Los numerosos derechos y privilegios de la Asamblea, que representaron una presupuesto total de 1 000 millones de dólares durante el período legislativo de 2019 a 2024, han sido objeto de debate y disconformidad ciudadana por muchos años. La bancada independiente elegida para el período legislativo de 2024 a 2029, al igual que los diputados del Partido Panameñista, ha manifestado su intención de modificar el reglamento interno de la Asamblea Nacional para reducir estas disposiciones de membresía, establecer reglas más estrictas para el funcionamiento de la institución y reducir su presupuesto.
El capítulo 15 del Código Electoral, que fue adoptado inicialmente en 1983 y modificado numerosas veces, establece condiciones para la revocatoria de mandato de los diputados de la Asamblea Nacional. Los partidos políticos pueden revocar el mandato de los diputados adjudicados si se comprueba una violación grave de los estatutos y la plataforma ideológica del partido, la renuncia al partido o por haber sido condenado por delito doloso, mediante sentencia ejecutoriada, con pena privativa de libertad de cinco años o más. En contraste, a los diputados electos por la libre postulación se les puede revocar su mandato por el cambio voluntario de la residencia electoral fuera del circuito que representa; la condena por delito doloso, mediante sentencia ejecutoriada, con pena privativa de libertad de cinco años o más; y/o la decisión de los electores del circuito respectivo, mediante referéndum revocatorio convocado al efecto, en los términos dispuestos por el Código Electoral.
Los artículos 366, 367 y 368 del Código Electoral disponen las condiciones para la solicitud y realización del proceso de revocatoria de mandato para diputados electos por la libre postulación. La solicitud de revocatoria de mandato requiere la firma de un 30% de los ciudadanos habilitados para votar en las elecciones más recientes, mientras que el referéndum revocatorio requiere el voto afirmativo de una mayoría electoral y la participación de un mínimo del 50% de los ciudadanos habilitados para votar.

### Composición por partido político
| Partido político | Partido político                            | Diputados | Diputados |
| ---------------- | ------------------------------------------- | --------- | --- |
|                  | Libre postulación                           |           | 20 diputados (28.2%)Yamireliz Chong (Circuito 3-1) Augusto Palacios (Circuito 4-1) Carlos Saldaña (Circuito 4-1) Jhonathan Vega (Circuito 4-5) Eduardo Gaitán (Circuito 8-2) Luis Duke (Circuito 8-2) Alexandra Brenes (Circuito 8-2) Yarelis Rodríguez (Circuito 8-2) Walkiria Chandler (Circuito 8-3) Paulette Thomas (Circuito 8-3) Roberto Zúñiga (Circuito 8-4) Jorge Bloise (Circuito 8-4) Neftalí Zamora (Circuito 8-5) Jorge González (Circuito 8-5) Betserai Richards (Circuito 8-6) Manuel Samaniego (Circuito 8-6) Janine Prado (Circuito 9-1) Miguel Ángel Campos (Circuito 9-1) Lenin Ulate (Circuito 13-1) Manuel Cheng (Circuito 13-1) |
|                  | Realizando Metas                            |           | 15 diputados (21.1%)Dana Castañeda (Circuito 2-3) Víctor De Jesús Castillo (Circuito 3-1) Rogelio Revello (Circuito 3-1) Nelson Jackson (Circuito 3-2) Jamis Acosta (Circuito 4-1) Ronald De Gracia (Circuito 7-2) Luis Eduardo Camacho (Circuito 8-2) Luis Omar Ortega (Circuito 8-2) Sergio Gálvez (Circuito 8-3) Ariel Vallarino (Circuito 8-5) Alaín Cedeño (Circuito 8-6) Tomás Benavides (Circuito 9-2) Shirley Castañedas (Circuito 13-1) Yuzaida Marín (Circuito 13-4) Lilia Batista (Circuito 13-4) |
|                  | Partido Revolucionario Democrático          |           | 12 diputados (16.9%)Benicio Robinson (Circuito 1-1) Néstor Guardia (Circuito 2-1) Jairo Salazar (Circuito 3-1) Jaime Vargas (Circuito 5-2) Marcos Castillero (Circuito 6-3) Raúl Pineda (Circuito 8-2) Crispiano Adames (Circuito 8-3) Javier Sucre (Circuito 8-4) Raphael Buchanan (Circuito 8-6) Flor Brenes (Circuito 10-1) Arquesio Arias (Circuito 10-2) Nixon Andrade (Circuito 12-2) |
|                  | Cambio Democrático                          |           | 8 diputados (11.3%)Yesica Romero (Circuito 1-1) Julio De La Guardia (Circuito 2-1) Orlando Carrasquilla (Circuito 2-2) Manuel Cohen (Circuito 6-1) Carlos Afú (Circuito 7-1) Didiano Pinilla (Circuito 9-4) Gertrudis Rodríguez (Circuito 12-3) Eduardo Vásquez (Circuito 13-2) |
|                  | Partido Panameñista                         |           | 8 diputados (11.3%)Jorge Herrera (Circuito 2-4) Ricardo Vigil (Circuito 4-3) Ariana Coba (Circuito 4-3) Medin Jiménez (Circuito 4-4) José Luis Varela (Circuito 6-2) Francisco Brea (Circuito 9-3) Roberto Archibold (Circuito 12-1) Edwin Vergara (Circuito 13-3) |
|                  | Movimiento Otro Camino                      |           | 3 diputados (4.2%)José Pérez Barboni (Circuito 8-3) Ernesto Cedeño (Circuito 8-4) Grace Hernández (Circuito 8-4) |
|                  | Partido Popular                             |           | 2 diputados (2.8%)Eliécer Castrellón (Circuito 4-6) Patsy Lee (Circuito 13-4) |
|                  | Partido Alianza                             |           | 2 diputados (2.8%)Osman Gómez (Circuito 4-2) Jony Guevara (Circuito 8-1) |
|                  | Movimiento Liberal Republicano Nacionalista |           | 1 diputado (1.4%)Isaac Mosquera (Circuito 5-1) |

### Junta directiva

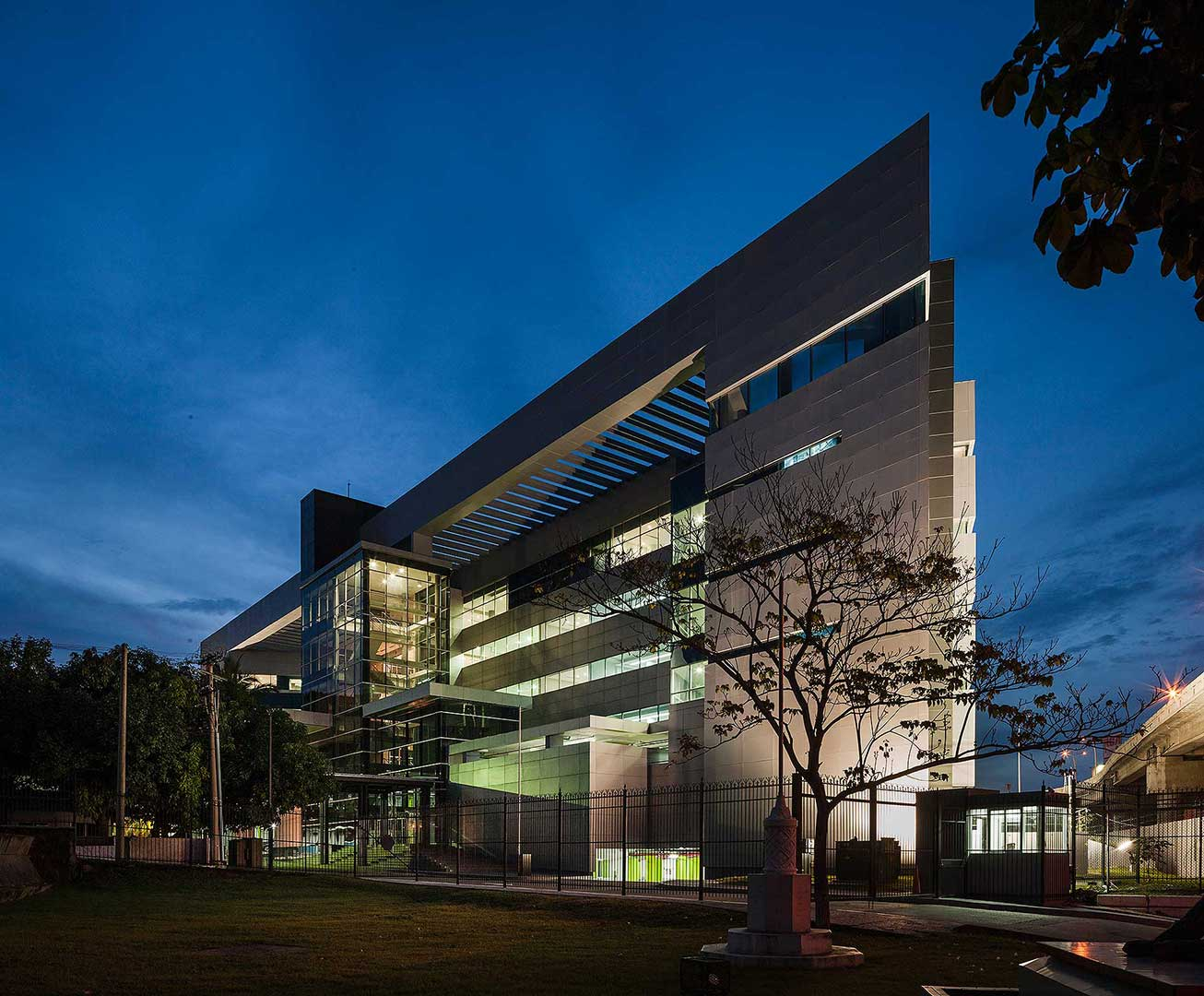
Edificio administrativo de la Asamblea Nacional, ubicado a un costado del Palacio Justo Arosemena

La junta directiva de la Asamblea Nacional está constituida por el presidente, primer y segundo vicepresidente, secretario general y subsecretario general. El presidente y los vicepresidentes de la Asamblea Nacional son elegidos al inicio de cada año legislativo, que tiene lugar el primer día de julio, por un periodo de un año y con la posibilidad de reelegirse una vez en el período legislativo; mientras que el secretario y subsecretario general son elegidos al principio de cada período legislativo, para un periodo de cinco años. El título II del Reglamento Orgánico del Régimen Interno de la Asamblea Nacional, que fue adoptado inicialmente en 1984 y modificado numerosas veces, establece las condiciones para elegir a la junta directiva de la Asamblea Nacional.
El artículo 14 del Reglamento Interno establece las responsabilidades de la junta directiva de la Asamblea Nacional, las cuales son indicadas a continuación:
1. Asegurar el mantenimiento del orden y la observancia de las reglas establecidas para el régimen interno de la Asamblea Nacional.
2. Preparar el orden del día de las sesiones plenarias de la Asamblea Nacional.
3. Procurar que cada Diputado o Diputada sea miembro, por lo menos, de una de las Comisiones Permanentes de la Asamblea Nacional.
4. Aprobar el proyecto de presupuesto del Órgano Legislativo.
5. Velar por el cumplimiento del Reglamento de Administración de Recursos Humanos de la Asamblea Nacional.
6. Promover el mejoramiento de la biblioteca de la Asamblea Nacional a través de la adquisición de obras de consulta, la sistematización de los archivos y la conservación de sus anales.
7. Aprobar el calendario semanal de reuniones regulares de las Comisiones Permanentes, procurando el mínimo conflicto de horarios posible a los Diputados o Diputadas que las integran.
8. Reglamentar la aplicación de descuentos a los Diputados y Diputadas Principales en caso de ausencia injustificada, de conformidad con lo que establece el artículo 86 de este Reglamento
9. Reglamentar el ejercicio de las prerrogativas funcionales de los Diputados y Diputadas Principales y Suplentes.
10. Cumplir con los demás deberes que este Reglamento le imponga y aquellos cuyo cumplimiento le sea especialmente atribuido por el Pleno de la Asamblea Nacional.

El presidente y los vicepresidentes de la Asamblea Nacional son elegidos entre sus diputados, por mayoría simple. El secretario y subsecretario general también son elegidos por mayoría simple, generalmente entre individuos externos a la institución y afiliados a uno de los partidos en la coalición mayoritaria de la Asamblea Nacional. Los requisitos de elegibilidad para el secretario general y el subsecretario general son establecidas por el artículo 21 del Reglamento Interno y se indican a continuación:
1. Ser de nacionalidad panameña.
2. Haber cumplido veinticinco años de edad.
3. Ser idóneo para el cargo.
4. No haber sido condenado por delitos penales o contra la administración pública.

## Procedimiento legislativo
Según las disposiciones de la Constitución Política, la Asamblea Nacional se debe reunir, sin previa convocatoria, en la capital de la República (Ciudad de Panamá), en sesiones que se extienden por ocho meses de cada año legislativo (a excepción del primer año, en que los integrantes del periodo legislativo entrante sólo se reúnen por cuatro meses), dividido en dos legislaturas ordinarias de cuatro meses cada una. La primera legislatura se extiende del 1 de julio hasta el 31 de octubre, mientras que la segunda legislatura se extiende del 2 de enero hasta el 30 de abril.
La Asamblea Nacional puede ser convocada a sesiones extraordinarias durante su receso por el Órgano Ejecutivo, dirigido por el presidente de la República, por un periodo determinado según la convocatoria del Ejecutivo y para discutir exclusivamente los asuntos que han sido sometidos a su consideración.El procedimiento ordinario de la legislación panameña es establecido por el título V de la Constitución Política, y complementado por el Reglamento Orgánico del Régimen Interno de la Asamblea Nacional.

### Comisiones permanentes
Los proyectos de ley deben ser considerados, en primera instancia, por comisiones legislativas permanentes. Los miembros de las comisiones son elegidos mediante la presentación de nóminas de consenso, garantizando la representación proporcional de las agrupaciones políticas presentes en la Asamblea Nacional y la participación de la minoría. En caso de no poder establecer nóminas de consenso, el Reglamento Interno dispone la asignación de los miembros al dividir el total de curules de la Asamblea Nacional entre el número de miembros de cada comisión para establecer un "cociente de elección" y determinar a los comisionados mediante una votación plenaria, según el procedimiento dispuesto por el artículo 43. La directiva de la comisión es determinada internamente por sus miembros.
La Asamblea Nacional está organizada en 15 comisiones permanentes, integradas por nueve miembros; exceptuando la comisión de Presupuesto, integrada por quince miembros. Las comisiones permanentes de la Asamblea Nacional son las siguientes:
1. Credenciales, Reglamento, Ética Parlamentaria y Asuntos Judiciales.
2. Gobierno, Justicia y Asuntos Constitucionales.
3. Presupuesto.
4. Economía y Finanzas.
5. Comercio y Asuntos Económicos.
6. Infraestructura Pública y Asuntos del Canal.
7. Educación, Cultura y Deportes.
8. Trabajo, Salud y Desarrollo Social.
9. Comunicación y Transporte.
10. Relaciones Exteriores.
11. Asuntos Agropecuarios.
12. Asuntos Indígenas.
13. Población, Ambiente y Desarrollo.
14. De la Mujer, la Niñez, la Juventud y la Familia.
15. Asuntos Municipales.

### Ratificación de funcionarios del Estado
Los miembros del Consejo de Ministros de Panamá son designados y destituidos a discreción del presidente de la República. Los funcionarios principales de numerosas instituciones del Órgano Ejecutivo, el procurador general de la Nación, el procurador de la Administración, los magistrados de la Corte Suprema de Justicia, el contralor general de la República,  los magistrados del Tribunal Electoral, el fiscal general electoral y los magistrados del Tribunal de Cuentas. Asimismo, la Asamblea Nacional tiene competencia sobre la ratificación de los directores del Banco Nacional y la Caja de Ahorros, los bancos estatales panameños; el administrador y los miembros de la junta directiva de la Autoridad del Canal de Panamá; y el director de la Caja de Seguro Social, entre otros.

### Aprobación de tratados y concesiones mineras
La Asamblea Nacional, entre otras competencias determinadas por la Constitución Política, tiene la responsabilidad de aprobar los tratados internacionales que sean firmados por el Órgano Ejecutivo; además de los contratos de concesiones mineras que sean negociados y eventualmente autorizados por el Ministerio de Comercio e Industrias. Esta competencia legislativa fue objeto de un intenso debate en el contexto de la renegociación de la concesión minera con First Quantum Minerals, que suscitaron una profunda disconformidad popular expresada en las protestas de 2023. La Asamblea Nacional aprobó el 3 de noviembre de 2023 una ley de moratoria minera, por la cual se suspendieron indefinidamente las negociaciones para la mayor parte de los contratos mineros en curso y futuros en el territorio nacional.El 28 de noviembre, por decisión unánime de la Corte Suprema de Justicia, se proclamó como inconstitucional el contrato minero al incumplir 25 artículos de la Constitución Política.